# Митрополија скопска
Митрополија скопска је епархија Православне охридске архиепископије под јурисдикцијом Српске православне цркве.
Надлежни архијереј је митрополит Јован (Вранишкоски), а привремено сједиште митрополије се налази у Битољу.

## Историја
Митрополија скопска је конституисана 24. маја 2005. године након што су патријарх српски и Свети архијерејски сабор Српске православне цркве издали Томос о црквеној аутономији за Православну охридску архиепископију.
Данашња Скопска митрополија је једина канонски призната наследница древне Скопске епархије која је постојала вековима, прво као епископија, а потом као митрополија са средиштем у Скопљу, те је стога треба разликовати од истоимене епархије која припада канонски непризнатој Македонској православној цркви.

## Ранија историја
Рано хришћанство се појавило на просторима римске провинције Македоније већ током првог века хришћанске историје и ширило се из древне Тесалонике (Солун) према унутрашњости. У то време, римски град Скупи (данашње Скопље), припадао је суседној римској провинцији Горњој Мезији из које је крајем 3. века издвојена провинција Дарданија чије је главно место био управо град Скупи. По том основу, епископ овог града је током 4. и 5. века уједно био и митрополит над свим епископима у Дарданији. Након 535. године, када је створена Архиепископија Јустинијана Прима, под њену надлежност је потпала и епархија у граду Скупи. Крајем 6. и почетком 7. века, град је пострадао од Авара, након чега су читаву област освајају Срби који су град Скупи прозвали Скопље.
Након многих промена, редован епархијски поредак на овом простору је обновљен након 1018. године, када је установљена Охридска архиепископија под чију надлежност је потпадала и Скопска епархија. Након српског ослобођења Скопља, ова епархија је 1282. године укључена у састав Српске архиепископије. Град Скопље је био један од најважнијих градова у средњовековној српској држави. Приликом проглашења Српске патријаршије (1346), скопском епископу је додељено звање митрополита. Скопска митрополија је остала у саставу Српске патријаршије све до турског освајања, а потом је привремено потпала под Охридску архиепископију. Након обнове Српске патријаршије (1557), Скопска митрополија је поново постала српска епархија и то је остала све до 1766. године, када је са осталим српским епархијама потпала под Цариградску патријаршију.
Након много труда, Краљевина Србија је 1897. године коначно постигла да уместо грчког митрополита у Скопље дође српски архимандрит Фирмилијан Дражић који је поменуте године изабран за администратора Скопске епархије. За скопског митрополита изабран је 1899. године, а рукоположен је тек 1902. Послије њега митрополити скопски су били Севастијан Дебељковић (1904—1905) и Вићентије Крџић (1905—1915) који је убијен крајем 1915. године од Бугара. Успостављањем јединствене Српске православне цркве (1920) у рангу патријаршије, Митрополија скопска потпала је под њену јурисдикцију уз пуну сагласност Цариградске патријаршије.
Сједиште јој је било у Скопљу. Према арондацији епархија из 1931. године, Скопској епархији су припали поједини срезови из Нишке епархије — Пчињски, Пољанички, Масурички и Босиљградски, а од ње су одузети срезови: Поречки за Епархију охридско-битољску и Кратовски за Епархију злетовско-струмичку. Свеукупно, обухватала је сљедеће срезове: Скопски, Качански, Велешки, Жеглиговски (Куманово), Прешевски, Кривопаланачки, Босиљградски, Масурички (Сурдулица), Пчињски, Пољанички (Владичин Хан), Доњополошки (Тетово), Горњополошки (Гостивар), Галички и град Скопље.
Од 1920. митрополити су били: Варнава Росић (1920—1930) и Јосиф Цвијовић (1932—1957). Митрополита Јосифа су 1941. из Скопља протјерале окупационе бугарске власти, а по завршетку Другог свјетског рата нова комунистичка власт му није дозволила да се врати на управљање епархијом. На охридском Црквено-народном сабору у организацији КПМ 4. октобра 1958, на неканонски начин, изабран је тадашњи викарни епископ топлички г. Доситеј Стојковић за поглавара тзв.самопроглашене „Македонске православне цркве“ чиме је забрањен повратак митрополиту скопском Јосифу и епископу злетовско-струмичком Викентију. Потом је услиједило неканонско проглашење аутокефалности Македонске православне цркве (1967).
Пошто је након тога дошло до потпуног раскола, Српска православна црква није признавала никакве промене које је у епархијском устројству након 1967. године извршила "Македонска православна црква". Након проглашења државне независности Северне Македоније у пролеће 1992. године, Свети архијерејски сабор Српске православне цркве је на посебном заседању донео одлуку да се због измењених околности за све епархије у Македонији постави заједнички администратор. На наредном заседању Светог архијерејског сабора СПЦ у пролеће 1993. године за администратора је изабран Јован Младеновић, викарни епископ тетовски. Иако је владика Јован као администратор покушао да посети епархије у Северној Македонији, рад на том подручју му је био онемогућен. Стога је привремено боравио у манастиру Прохор Пчињски и одатле је обављао своје администраторске дужности. Након његовог избора за епископа западноамеричког (1994), дужност администратора је поверена врањском епископу Пахомију Гачићу који је такође наилазио на велике потешкоће у раду на организацији правилног црквеног живота у Северној Македонији. Сви ови напори Српске православне цркве били су усмерени ка отклањању црквеног раскола и проналажењу решења за успостављање канонског поретка у Северној Македонији. Од 2002. почели су разговори за повратак у канонске оквире који су као резултат дали оснивање канонски признате Православне охридске архиепископије и њене аутономије 2005. године.

## Манастири
Манастири:
- Ставропигијални манастир Свети Јован Златоуст, село Нижопоље — Битољ;
- Параклис Света великомученица Екатерина — Скопље;
- Параклис Свети Нектариј Егински — Скопље;
- Манастир Успења Пресвете Богородице, село Сушица — Скопље;
- Манастир Успења Пресвете Богородице, село Старо Лагово — Прилеп.

Митрополија скопска издаје периодични лист „Соборност“.

## Митрополити
| Портрет | Име и презиме (Време старешина)    | Белешке |
| ------- | ---------------------------------- | --- |
|         | Антим (1767—1775);                 | Άνθιμος Грк |
|         | Захарија (1775—1799);              | Ζαχαρίας Грк |
|         | Антим (1799—1820);                 | Άνθιμος Грк |
|         | Јоасаф (1820—1823);                | Ιωάσαφ Грк |
|         | Ананија (1823—1828);               | Ανανίας Грк |
|         | Неофит (1828—1831);                | Νεόφυτος Грк |
|         | Генадије (1831—1832);              | Γεννάδιος Грк |
|         | Гаврило (1832—1844);               | Γαβριήλ Грк |
|         | Јоаким (1844—1868);                | Ιωακείμ Грк |
|         | Пајсије (1868—1891);               | Παΐσιος Грк |
|         | Методије (1891—1896);              | Μεθόδιος Грк |
|         | Амвросије (1896—1899);             | Αμβρόσιος Грк |
|         | Фирмилијан Дражић (1902—1903);     | Први Србин на челу Скопске епархије након укидања Пећке патријаршије (1766). Срби су успјели да добију свог епископа тек 1897. али је он тек 1902. рукоположен за епископа и ускоро је умро 1903. |
|         | Севастијан Дебељковић (1904—1905); | |
|         | Вићентије Крџић (1905—1915);       | Убијен од Бугара крајем 1915. године. |
|         | Варнава Росић (1920—1930);         | Управљао после ослобођења од 1918. до 1920. кад је изабран за скопског епископа и носи наслов митрополита. Изабран за патријарха српског 12. априла 1930. године. |
|         | Јосиф Цвијовић (1932—1957);        | По избијању Другог светског рата из Скопља су га протерали Бугари 5. маја 1941. године. После Другог светског рата власт му није дозволила да се врати у Скопље и преузме управљање својом епархијом. Настанио се тада у Врању да би управљао делом Скопске епархије коме је Врање припадало. Међутим и одатле је протеран. |
|         | Доситеј Стојковић (1959—1967);     | Након неканонског проглашења аутокефалности Македонске православне цркве (1967) митрополит скопски Доситеј је стављен под канонски суд. |
|         | Јован Младеновић 1993—1994.        | Администратор |
|         | Пахомије Гачић 1995—2002.          | Администратор |
|         | Јован (Вранишкоски) (од 2005).     | Архиепископ охридски и митрополит скопски |